# Assen Raszwetnikow

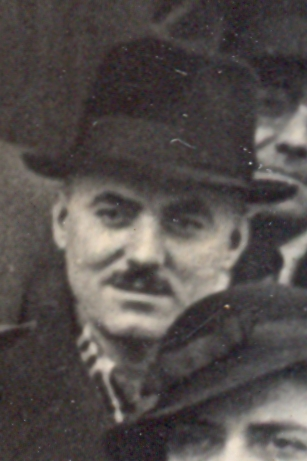
Assen Raszwetnikow

Assen Raszwetnikow (bulgarisch Асен Разцветников, wissenschaftliche Transliteration Asen Razcvetnikov; * 2. November 1897 in Draganowo, Gorna Orjachowiza; † 30. Juli 1951 in Moskau, Russland) war ein bulgarischer Schriftsteller.
Neben der sozialen Lyrik machte Raszwetnikow sich einen Namen als Übersetzer. Er übertrug unter anderem Werke der Brüder Grimm und Goethes in die bulgarische Sprache.